# Anne-Charles Lebrun
Pour les articles homonymes, voir Lebrun.
Anne Charles Lebrun, duc de Plaisance, né le 28 décembre 1775 à Paris et mort le 21 janvier 1859 dans la même ville, est un général français de la Révolution et de l’Empire.

## Biographie

### Carrière militaire
Fils du troisième consul Charles-François Lebrun, il a 25 ans quand il entre dans la carrière des armes, après le 18 brumaire. Sous-lieutenant au 5e dragons en 1798, il fait partie en 1799 et 1800 de l'armée de réserve, il est attaché au général Desaix en qualité d'aide de camp ; il le reçoit dans ses bras lorsqu'il est frappé à mort dans les champs de Marengo. Capitaine le 17 mars 1801, chef d'escadron le 31 octobre suivant, il est envoyé en 1802 dans le département de la Gironde, et en 1803 au camp de Montreuil, où il reste jusqu'au départ de la Grande Armée. Promu colonel du 3e hussards le 1er février 1804, il fait à la tête de ce régiment la campagne d'Autriche en 1805, pendant laquelle il est chargé par l'Empereur d'apporter à Paris la nouvelle de la victoire d'Austerlitz.

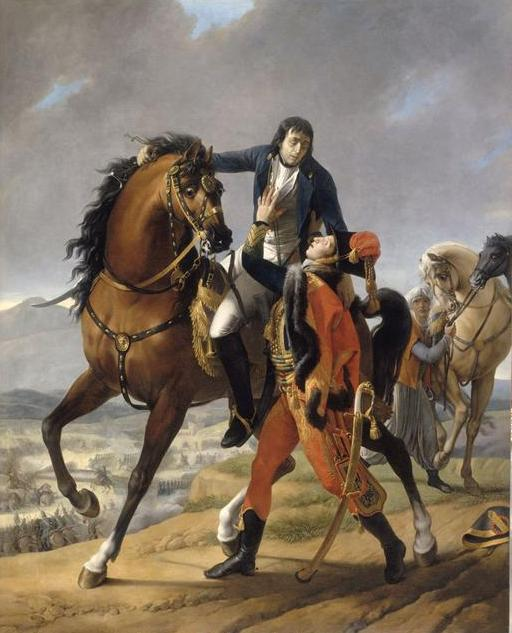
« Mort du général Desaix dans les bras du fils du consul Lebrun à la bataille de Marengo, 14 juin 1800 » par Jean-Baptiste Regnault.

Revenu à l'armée pour la campagne de Prusse en 1806, il assiste à Iéna où il sabre, à la tête de ses hussards, plusieurs bataillons d'infanterie saxonne et s'empare de ses drapeaux. Général de brigade le 1er mars 1807, inspecteur général de cavalerie le 6 octobre suivant, aide de camp de l'Empereur, il prend encore part aux campagnes de Pologne en 1807 et d'Allemagne en 1809, et charge l'infanterie russe à Eylau, et l'artillerie autrichienne à Wagram. 
À la fin de 1809, il doit pourvoir à la défense d'Anvers et à l'approvisionnement de Bréda, Berg-op-Zoom, et autres places. 
Il obtient le grade de général de division le 23 février 1812 avant le départ pour la campagne de Russie ; il est créé en outre comte de l'Empire, grand-croix de l'ordre de la Réunion le 3 avril 1813) et grand officier de la Légion d'honneur le 3 novembre suivant, il est appelé au commandement des 1re et 3e divisions de réserve à la Grande Armée, puis devient gouverneur d'Anvers le 7 octobre 1813, qu'il a à préserver de l'invasion de l'ennemi ; mais dans les premiers mois de 1814, Napoléon Ier confie ce commandement à Carnot, et lors de la campagne de France en 1814, il reprend auprès de Napoléon Ier ses fonctions d'aide de camp le 25 janvier.
Lebrun adhère au rétablissement des Bourbons, est fait chevalier de Saint-Louis et envoyé dans la 14e division militaire en qualité de commissaire du roi, et le 14 juillet suivant, inspecteur général des hussards.
Au retour de Napoléon, le duc de Plaisance, père du général, ayant repris sa position d'architrésorier, et ayant de plus été appelé au ministère de l'instruction publique, le général Lebrun est dès le 27 mars chargé par Napoléon d'aller prendre en Champagne le commandement provisoire du 3e corps à l'armée d'observation que vient de quitter le maréchal duc de Bellune. Il redevient aide de camp de l'empereur, et est élu le 10 mai 1815, représentant à la Chambre des Cent-Jours, par le collège de département de Seine-et-Marne. La veille 9 mai, il avait échoué dans l'arrondissement de Melun contre M. Guyardin.

### Carrière politique
À la seconde Restauration, le général Lebrun est mis en disponibilité, puis replacé dans le cadre de la disponibilité le 30 octobre 1818.
À la mort de son père en 1824, il lui succède dans son titre de duc de Plaisance, et est admis à siéger à la Chambre des pairs le 16 juillet 1824, par droit héréditaire.
Le gouvernement de Louis-Philippe Ier le maintient en disponibilité, lui confère la grand-croix de la Légion d'honneur le 27 avril 1833, et le place dans la réserve le 29 octobre 1840.
Admis d'office à la retraite, comme général de division le 8 juin 1848 par le gouvernement provisoire, il est appelé au Sénat du Second Empire le 26 janvier 1852, et à la dignité de grand chancelier de la Légion d'honneur le 26 mai 1853, fonction qu'il occupe au palais de Salm à Paris, jusqu'à sa mort en 1859. C'est lui qui crée la médaille de Sainte-Hélène en 1857, qui récompense tous les anciens soldats du Premier Empire encore vivants à cette date.
Le duc de Plaisance a épousé le 29 novembre 1802, à Paris (Seine), Sophie de Marbois (2 avril 1785 - Philadelphie (États-Unis) † 14 mai 1854 - Athènes (Grèce)), fille de François Barbé-Marbois, qui est dame du palais de l'impératrice Marie-Louise (1810-1814). Ils ont une fille (Eliza : 1804-1837). Le titre de duc de Plaisance passe alors à son neveu.

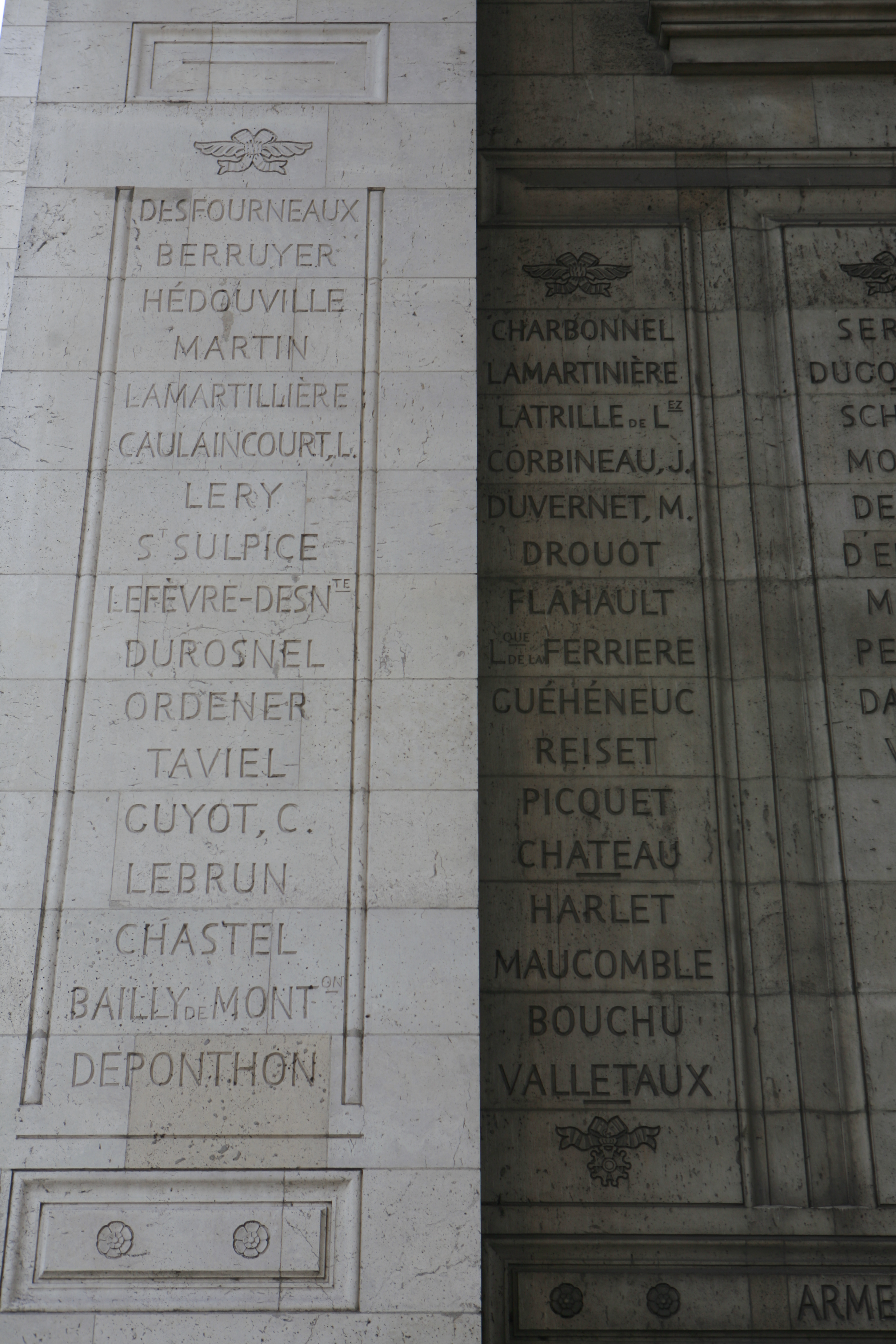
Noms gravés sous l'arc de triomphe de l'Étoile : pilier Ouest, 31e et.

Il figure sous le nom de Lebrun sur l'arc de triomphe de l'Étoile, côté Ouest.

## Titres
- Comte de Lohra et de l'Empire (15 août 1810) :
  - Ce titre a été pris par suite du brevet de donataire en Westphalie du 15 août 1810, où était situé le comté de Lohra et les biens affectés ;
- Donataire sur le Mont-de-Milan (revenus : 11 000 francs, 17 mars 1808) et en Westphalie (15 août 1810).
- 2e duc de Plaisance (1824),

## Distinctions
- Légion d'honneur :
  - Légionnaire (11 décembre 1803),
  - Commandant (25 prairial an XII : 14 juin 1804),
  - Grand officier (3 novembre 1813),
  - Grand-croix de la Légion d'honneur (29 avril 1833),
  - Grand chancelier de la Légion d'honneur (1853-1859) ;
- Grand-croix de l'ordre de la Réunion le 3 avril 1813 ;
- Médaille militaire (16 avril 1853)